# Wijken en buurten in Uitgeest
De Nederlandse gemeente Uitgeest is voor statistische doeleinden onderverdeeld in wijken en buurten. De gemeente is verdeeld in de volgende statistische wijken:
- Wijk 00 (CBS-wijkcode:045000)

Een statistische wijk kan bestaan uit meerdere buurten. Onderstaande tabel geeft de buurtindeling met kentallen volgens het Centraal Bureau voor de Statistiek (2008):
| CBS-buurtcode | Buurtnaam    | Inwonertal | Opp. totaal (ha) | Opp. land (ha) | Ligging                |
| ------------- | ------------ | ---------- | ---------------- | -------------- | ---------------------- |
| BU04500001    | District 1   | 1210       | 32               | 30             | Locatie in de gemeente |
| BU04500002    | District 2   | 1280       | 23               | 23             | Locatie in de gemeente |
| BU04500003    | District 3   | 1530       | 49               | 47             | Locatie in de gemeente |
| BU04500004    | District 4   | 1280       | 923              | 720            | Locatie in de gemeente |
| BU04500005    | District 5   | 1440       | 28               | 26             | Locatie in de gemeente |
| BU04500006    | District 6   | 1700       | 35               | 34             | Locatie in de gemeente |
| BU04500007    | District 7   | 3730       | 786              | 749            | Locatie in de gemeente |
| BU04500008    | Buitengebied | 20         | 355              | 287            | Locatie in de gemeente |